# Кук (округ, Техас)
Шаблон:StateAbbr_ 33°38′00″ пн. ш. 97°13′00″ зх. д. / 33.633333333333° пн. ш. 97.216666666667° зх. д.
Округ Кук (англ. Cooke County) — округ (графство) у штаті Техас, США. Ідентифікатор округу 48097.

## Історія
Округ утворений 1849 року.

## Демографія
За даними перепису 2000 року загальне населення округу становило 36363 осіб, зокрема міського населення було 15472, а сільського — 20891. Серед мешканців округу чоловіків було 17940, а жінок — 18423. В окрузі було 13643 домогосподарства, 10004 родин, які мешкали в 15061 будинках. Середній розмір родини становив 3,07.
Віковий розподіл населення поданий у таблиці:
| Стать    | До 15 років | 15-21 | 22-29 | 30-39 | 40-49 | 50-65 | 65-85 | Понад 85 |
| -------- | ----------- | ----- | ----- | ----- | ----- | ----- | ----- | -------- |
| Чоловіки | 4123        | 2190  | 1601  | 2367  | 2583  | 2863  | 2031  | 182      |
| Жінки    | 3869        | 1793  | 1584  | 2364  | 2607  | 3004  | 2658  | 544      |

## Суміжні округи
- Лав, Оклахома — північ
- Грейсон — схід
- Дентон — південь
- Вайз — південний захід
- Монтаг'ю — захід

## Виноски
1. ↑  U.S. Decennial Census. United States Census Bureau. Архів оригіналу за 26 квітня 2015. Процитовано 21 квітня 2015.
2. ↑  Texas Almanac: Population History of Counties from 1850–2010 (PDF). Texas Almanac. Архів оригіналу (PDF) за 26 лютого 2015. Процитовано 21 квітня 2015.
3. ↑  State & County QuickFacts. United States Census Bureau. Архів оригіналу за 9 липня 2011. Процитовано 9 грудня 2013.(англ.) Наведено за англійською вікіпедією.
4. ↑  American FactFinder. Бюро перепису населення США. Архів оригіналу за 29 липня 2011. Процитовано 31 січня 2008.

| США | Це незавершена стаття з географії США. Ви можете допомогти проєкту, виправивши або дописавши її. |